# 나이지리아 축구 국가대표팀

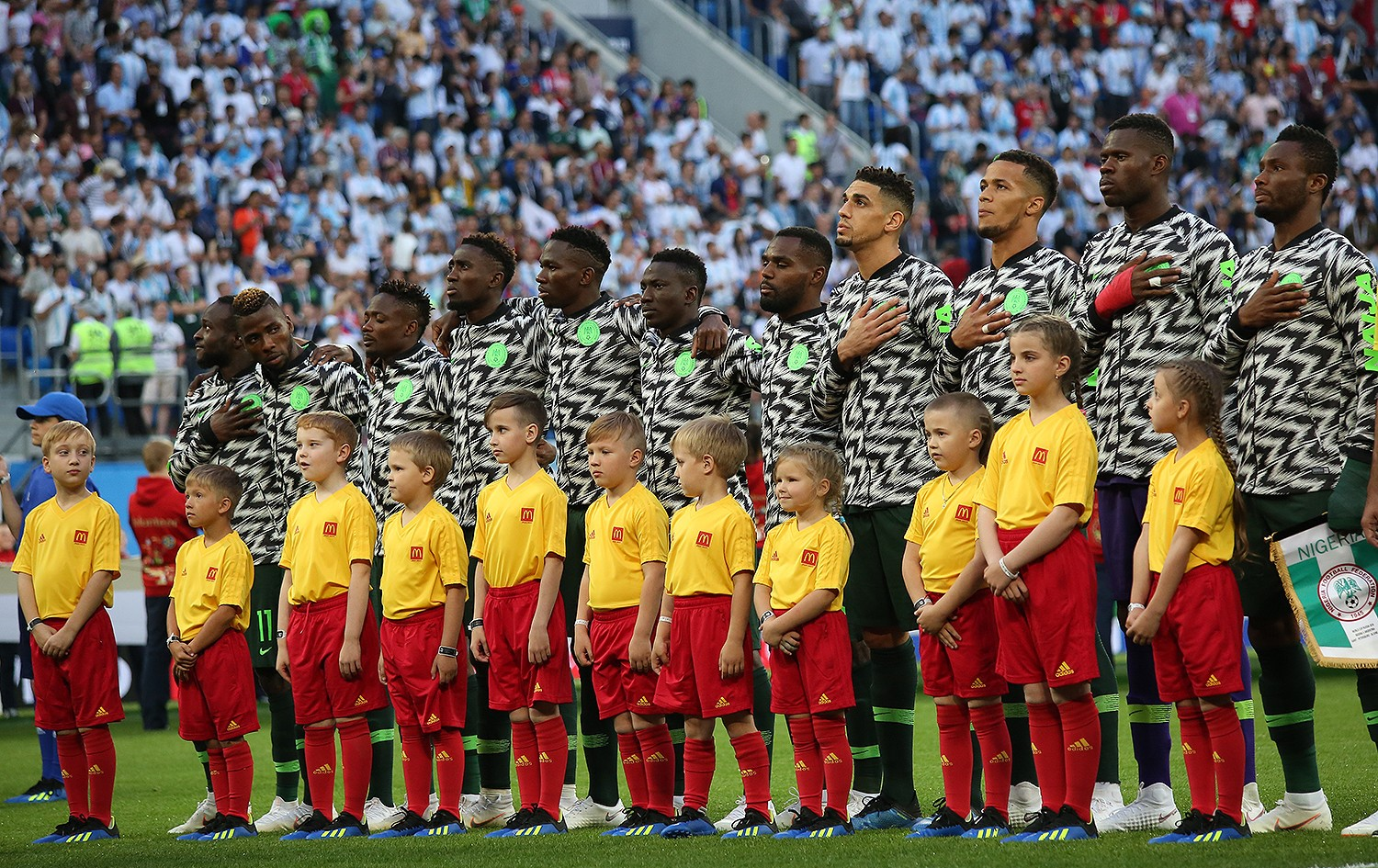

나이지리아 축구 국가대표팀(영어: Nigeria national football team)은 나이지리아를 대표하는 축구 국가대표팀으로 "슈퍼 이글스"라는 별칭으로 알려진 아프리카의 축구 강호이다. 1949년 10월 8일 시에라리온과의 국제 A매치 첫 경기에서 2-0으로 승리했으며 현재 모슈드 아비올라 국립 경기장을 홈 구장으로 사용하고 있다.

## 국제 대회 경력

### FIFA 월드컵
월드컵 본선에는 5번 출전하여 이 가운데 3번의 대회(1994년, 1998년, 2014년)에서 16강 진출의 성과를 거두었다. 이로서 나이지리아는 1986년 모로코(16강 진출), 1990년 카메룬(8강 진출)에 이어 월드컵 본선에서 16강 이상의 성적을 거둔 역대 3번째 아프리카팀이 되었다.

### 아프리카 네이션스컵
아프리카 네이션스컵 본선에는 17번 출전하여 7번의 대회에서 결승에 진출했고 이 중 3번의 대회(1980년, 1994년, 2013년)에서 우승컵을 들어올렸으며 4번의 대회(1984년, 1988년, 1990년, 2000년)에서 준우승을 차지했다. 그리고 2019년 대회를 포함한 나머지 8번의 대회에서 준결승에 진출하는 등 조별리그에서 탈락한 2번의 대회를 제외하고는 출전한 15번의 본선에서 꾸준히 8강 이상의 성적을 거두고 있다.

### 아프리카 네이션스 챔피언십
국내파 선수들만 출전할 수 있는 아프리카 네이션스 챔피언십 본선에는 3번 출전했고 이 가운데 2018년 대회에서 준우승을 차지했고 처음으로 출전한 2014년 대회에서는 3위에 이름을 올렸다.

### FIFA 컨페더레이션스컵
컨페드컵에는 2번 출전하여 이 중 1994년 아프리카 네이션스컵 우승팀 자격으로 출전한 1995년 대회에서 4위에 이름을 올렸고 2013년 아프리카 네이션스컵 우승팀 자격으로 출전한 2013년 대회에서는 조별리그 탈락의 쓴 맛을 봤다.

### 하계 올림픽
성인대표팀 시절에는 3번 출전하여 모두 조별리그에서 탈락했지만 U-23 대표팀으로는 4번 출전하여 1996년 대회에서는 금메달을, 2008년 대회에서는 은메달을, 2016년 대회에서는 동메달을 수확하면서 4번의 대회 중 3번의 대회에서 메달 획득에 성공했다.

## 국제대회 기록

### FIFA 월드컵
| FIFA 월드컵 본선 기록 | FIFA 월드컵 본선 기록        | FIFA 월드컵 본선 기록        | FIFA 월드컵 본선 기록        | FIFA 월드컵 본선 기록        | FIFA 월드컵 본선 기록        | FIFA 월드컵 본선 기록        | FIFA 월드컵 본선 기록        | FIFA 월드컵 본선 기록        | FIFA 월드컵 본선 기록        | FIFA 월드컵 예선 기록                       | FIFA 월드컵 예선 기록                       | FIFA 월드컵 예선 기록                       | FIFA 월드컵 예선 기록                       | FIFA 월드컵 예선 기록                       | FIFA 월드컵 예선 기록                       | FIFA 월드컵 예선 기록                       |
| 년도                  | 결과                         | 순위                         | 경기                         | 승                           | 무*                          | 패                           | 득점                         | 실점                         | 승점                         | 경기                                        | 승                                          | 무*                                         | 패                                          | 득점                                        | 실점                                        | 승점                                        |
| --------------------- | ---------------------------- | ---------------------------- | ---------------------------- | ---------------------------- | ---------------------------- | ---------------------------- | ---------------------------- | ---------------------------- | ---------------------------- | ------------------------------------------- | ------------------------------------------- | ------------------------------------------- | ------------------------------------------- | ------------------------------------------- | ------------------------------------------- | ------------------------------------------- |
| 1930년                | 독립 이전                    | 독립 이전                    | 독립 이전                    | 독립 이전                    | 독립 이전                    | 독립 이전                    | 독립 이전                    | 독립 이전                    | 독립 이전                    | 독립 이전                                   | 독립 이전                                   | 독립 이전                                   | 독립 이전                                   | 독립 이전                                   | 독립 이전                                   | 독립 이전                                   |
| 1934년                | 독립 이전                    | 독립 이전                    | 독립 이전                    | 독립 이전                    | 독립 이전                    | 독립 이전                    | 독립 이전                    | 독립 이전                    | 독립 이전                    | 독립 이전                                   | 독립 이전                                   | 독립 이전                                   | 독립 이전                                   | 독립 이전                                   | 독립 이전                                   | 독립 이전                                   |
| 1938년                | 독립 이전                    | 독립 이전                    | 독립 이전                    | 독립 이전                    | 독립 이전                    | 독립 이전                    | 독립 이전                    | 독립 이전                    | 독립 이전                    | 독립 이전                                   | 독립 이전                                   | 독립 이전                                   | 독립 이전                                   | 독립 이전                                   | 독립 이전                                   | 독립 이전                                   |
| 1950년                | 독립 이전                    | 독립 이전                    | 독립 이전                    | 독립 이전                    | 독립 이전                    | 독립 이전                    | 독립 이전                    | 독립 이전                    | 독립 이전                    | 독립 이전                                   | 독립 이전                                   | 독립 이전                                   | 독립 이전                                   | 독립 이전                                   | 독립 이전                                   | 독립 이전                                   |
| 1954년                | 독립 이전                    | 독립 이전                    | 독립 이전                    | 독립 이전                    | 독립 이전                    | 독립 이전                    | 독립 이전                    | 독립 이전                    | 독립 이전                    | 독립 이전                                   | 독립 이전                                   | 독립 이전                                   | 독립 이전                                   | 독립 이전                                   | 독립 이전                                   | 독립 이전                                   |
| 1958년                | 독립 이전                    | 독립 이전                    | 독립 이전                    | 독립 이전                    | 독립 이전                    | 독립 이전                    | 독립 이전                    | 독립 이전                    | 독립 이전                    | 독립 이전                                   | 독립 이전                                   | 독립 이전                                   | 독립 이전                                   | 독립 이전                                   | 독립 이전                                   | 독립 이전                                   |
| 1962년                | 예선 탈락                    | 예선 탈락                    | 예선 탈락                    | 예선 탈락                    | 예선 탈락                    | 예선 탈락                    | 예선 탈락                    | 예선 탈락                    | 예선 탈락                    | 2                                           | 0                                           | 1                                           | 1                                           | 3                                           | 6                                           | 1                                           |
| 1966년                | 기권                         | 기권                         | 기권                         | 기권                         | 기권                         | 기권                         | 기권                         | 기권                         | 기권                         | 기권                                        | 기권                                        | 기권                                        | 기권                                        | 기권                                        | 기권                                        | 기권                                        |
| 1970년                | 예선 탈락                    | 예선 탈락                    | 예선 탈락                    | 예선 탈락                    | 예선 탈락                    | 예선 탈락                    | 예선 탈락                    | 예선 탈락                    | 예선 탈락                    | 8                                           | 3                                           | 4                                           | 1                                           | 15                                          | 12                                          | 13                                          |
| 1974년                | 예선 탈락                    | 예선 탈락                    | 예선 탈락                    | 예선 탈락                    | 예선 탈락                    | 예선 탈락                    | 예선 탈락                    | 예선 탈락                    | 예선 탈락                    | 4                                           | 1                                           | 2                                           | 1                                           | 3                                           | 4                                           | 5                                           |
| 1978년                | 예선 탈락                    | 예선 탈락                    | 예선 탈락                    | 예선 탈락                    | 예선 탈락                    | 예선 탈락                    | 예선 탈락                    | 예선 탈락                    | 예선 탈락                    | 8                                           | 3                                           | 3                                           | 2                                           | 17                                          | 8                                           | 12                                          |
| 1982년                | 예선 탈락                    | 예선 탈락                    | 예선 탈락                    | 예선 탈락                    | 예선 탈락                    | 예선 탈락                    | 예선 탈락                    | 예선 탈락                    | 예선 탈락                    | 8                                           | 3                                           | 2                                           | 3                                           | 8                                           | 8                                           | 11                                          |
| 1986년                | 예선 탈락                    | 예선 탈락                    | 예선 탈락                    | 예선 탈락                    | 예선 탈락                    | 예선 탈락                    | 예선 탈락                    | 예선 탈락                    | 예선 탈락                    | 6                                           | 5                                           | 0                                           | 1                                           | 11                                          | 3                                           | 15                                          |
| 1990년                | 예선 탈락                    | 예선 탈락                    | 예선 탈락                    | 예선 탈락                    | 예선 탈락                    | 예선 탈락                    | 예선 탈락                    | 예선 탈락                    | 예선 탈락                    | 6                                           | 3                                           | 1                                           | 2                                           | 7                                           | 5                                           | 10                                          |
| 1994년                | 16강                         | 9위                          | 4                            | 2                            | 0                            | 2                            | 7                            | 4                            | 6                            | 8                                           | 5                                           | 2                                           | 1                                           | 17                                          | 5                                           | 17                                          |
| 1998년                | 16강                         | 12위                         | 4                            | 2                            | 0                            | 2                            | 6                            | 9                            | 6                            | 6                                           | 4                                           | 1                                           | 1                                           | 10                                          | 4                                           | 13                                          |
| 2002년                | 조별리그                     | 27위                         | 3                            | 0                            | 1                            | 2                            | 1                            | 3                            | 1                            | 10                                          | 6                                           | 2                                           | 2                                           | 19                                          | 3                                           | 20                                          |
| 2006년                | 예선 탈락                    | 예선 탈락                    | 예선 탈락                    | 예선 탈락                    | 예선 탈락                    | 예선 탈락                    | 예선 탈락                    | 예선 탈락                    | 예선 탈락                    | 10                                          | 6                                           | 3                                           | 1                                           | 21                                          | 7                                           | 21                                          |
| 2010년                | 조별리그                     | 27위                         | 3                            | 0                            | 1                            | 2                            | 3                            | 5                            | 1                            | 12                                          | 9                                           | 3                                           | 0                                           | 20                                          | 5                                           | 30                                          |
| 2014년                | 16강                         | 16위                         | 4                            | 1                            | 1                            | 2                            | 3                            | 5                            | 4                            | 8                                           | 5                                           | 3                                           | 0                                           | 11                                          | 4                                           | 18                                          |
| 2018년                | 조별리그                     | 21위                         | 3                            | 1                            | 0                            | 2                            | 3                            | 4                            | 3                            | 8                                           | 5                                           | 3                                           | 0                                           | 14                                          | 4                                           | 18                                          |
| 2022년                | 예선 탈락                    | 예선 탈락                    | 예선 탈락                    | 예선 탈락                    | 예선 탈락                    | 예선 탈락                    | 예선 탈락                    | 예선 탈락                    | 예선 탈락                    | 8                                           | 4                                           | 3                                           | 1                                           | 10                                          | 10                                          | 15                                          |
| 합계                  | 6회 진출(6/15)               | 16강(3회)                    | 21                           | 6                            | 3                            | 12                           | 23                           | 30                           | 21                           | 112                                         | 62                                          | 33                                          | 17                                          | 186                                         | 878                                         | 219                                         |
| 순위                  | FIFA 월드컵 역대 순위 : 29위 | FIFA 월드컵 역대 순위 : 29위 | FIFA 월드컵 역대 순위 : 29위 | FIFA 월드컵 역대 순위 : 29위 | FIFA 월드컵 역대 순위 : 29위 | FIFA 월드컵 역대 순위 : 29위 | FIFA 월드컵 역대 순위 : 29위 | FIFA 월드컵 역대 순위 : 29위 | FIFA 월드컵 역대 순위 : 29위 | 월드컵 예선 승점 순위 : 36위 (아프리카 1위) | 월드컵 예선 승점 순위 : 36위 (아프리카 1위) | 월드컵 예선 승점 순위 : 36위 (아프리카 1위) | 월드컵 예선 승점 순위 : 36위 (아프리카 1위) | 월드컵 예선 승점 순위 : 36위 (아프리카 1위) | 월드컵 예선 승점 순위 : 36위 (아프리카 1위) | 월드컵 예선 승점 순위 : 36위 (아프리카 1위) |

### 아프리카 네이션스컵
| 아프리카 네이션스컵 본선 기록 | 아프리카 네이션스컵 본선 기록       | 아프리카 네이션스컵 본선 기록       | 아프리카 네이션스컵 본선 기록       | 아프리카 네이션스컵 본선 기록       | 아프리카 네이션스컵 본선 기록       | 아프리카 네이션스컵 본선 기록       | 아프리카 네이션스컵 본선 기록       | 아프리카 네이션스컵 본선 기록       | 아프리카 네이션스컵 본선 기록       | 아프리카 네이션스컵 예선 기록   | 아프리카 네이션스컵 예선 기록   | 아프리카 네이션스컵 예선 기록   | 아프리카 네이션스컵 예선 기록   | 아프리카 네이션스컵 예선 기록   | 아프리카 네이션스컵 예선 기록   | 아프리카 네이션스컵 예선 기록   |
| 년도                          | 결과                                | 순위                                | 경기                                | 승                                  | 무*                                 | 패                                  | 득점                                | 실점                                | 승점                                | 경기                            | 승                              | 무*                             | 패                              | 득점                            | 실점                            | 승점                            |
| ----------------------------- | ----------------------------------- | ----------------------------------- | ----------------------------------- | ----------------------------------- | ----------------------------------- | ----------------------------------- | ----------------------------------- | ----------------------------------- | ----------------------------------- | ------------------------------- | ------------------------------- | ------------------------------- | ------------------------------- | ------------------------------- | ------------------------------- | ------------------------------- |
| 1957년                        | 독립 이전                           | 독립 이전                           | 독립 이전                           | 독립 이전                           | 독립 이전                           | 독립 이전                           | 독립 이전                           | 독립 이전                           | 독립 이전                           | 독립 이전                       | 독립 이전                       | 독립 이전                       | 독립 이전                       | 독립 이전                       | 독립 이전                       | 독립 이전                       |
| 1959년                        | 독립 이전                           | 독립 이전                           | 독립 이전                           | 독립 이전                           | 독립 이전                           | 독립 이전                           | 독립 이전                           | 독립 이전                           | 독립 이전                           | 독립 이전                       | 독립 이전                       | 독립 이전                       | 독립 이전                       | 독립 이전                       | 독립 이전                       | 독립 이전                       |
| 1962년                        | 예선 도중 실격                      | 예선 도중 실격                      | 예선 도중 실격                      | 예선 도중 실격                      | 예선 도중 실격                      | 예선 도중 실격                      | 예선 도중 실격                      | 예선 도중 실격                      | 예선 도중 실격                      | 4                               | 1                               | 2                               | 1                               | 4                               | 5                               | 5                               |
| 1963년                        | 조별리그                            | 6위                                 | 2                                   | 0                                   | 0                                   | 2                                   | 3                                   | 10                                  | 0                                   | 2                               | 0                               | 1                               | 1                               | 2                               | 3                               | 1                               |
| 1965년                        | 기권                                | 기권                                | 기권                                | 기권                                | 기권                                | 기권                                | 기권                                | 기권                                | 기권                                | 기권                            | 기권                            | 기권                            | 기권                            | 기권                            | 기권                            | 기권                            |
| 1968년                        | 예선 탈락                           | 예선 탈락                           | 예선 탈락                           | 예선 탈락                           | 예선 탈락                           | 예선 탈락                           | 예선 탈락                           | 예선 탈락                           | 예선 탈락                           | 4                               | 1                               | 1                               | 2                               | 4                               | 5                               | 4                               |
| 1970년                        | 기권                                | 기권                                | 기권                                | 기권                                | 기권                                | 기권                                | 기권                                | 기권                                | 기권                                | 기권                            | 기권                            | 기권                            | 기권                            | 기권                            | 기권                            | 기권                            |
| 1972년                        | 예선 탈락                           | 예선 탈락                           | 예선 탈락                           | 예선 탈락                           | 예선 탈락                           | 예선 탈락                           | 예선 탈락                           | 예선 탈락                           | 예선 탈락                           | 2                               | 0                               | 1                               | 1                               | 1                               | 2                               | 1                               |
| 1974년                        | 예선 탈락                           | 예선 탈락                           | 예선 탈락                           | 예선 탈락                           | 예선 탈락                           | 예선 탈락                           | 예선 탈락                           | 예선 탈락                           | 예선 탈락                           | 4                               | 2                               | 1                               | 1                               | 7                               | 9                               | 7                               |
| 1976년                        | 준결승                              | 3위                                 | 6                                   | 3                                   | 1                                   | 2                                   | 11                                  | 10                                  | 10                                  | 2                               | 2                               | 0                               | 0                               | 3                               | 1                               | 6                               |
| 1978년                        | 준결승                              | 3위                                 | 5                                   | 2                                   | 2                                   | 1                                   | 8                                   | 5                                   | 8                                   | 4                               | 2                               | 1                               | 1                               | 7                               | 4                               | 7                               |
| 1980년                        | 우승                                | 1위                                 | 5                                   | 4                                   | 1                                   | 0                                   | 8                                   | 1                                   | 13                                  | 자동참가(개최국)                | 자동참가(개최국)                | 자동참가(개최국)                | 자동참가(개최국)                | 자동참가(개최국)                | 자동참가(개최국)                | 자동참가(개최국)                |
| 1982년                        | 조별리그                            | 6위                                 | 3                                   | 1                                   | 0                                   | 2                                   | 4                                   | 5                                   | 3                                   | 자동참가(전 대회 우승국)        | 자동참가(전 대회 우승국)        | 자동참가(전 대회 우승국)        | 자동참가(전 대회 우승국)        | 자동참가(전 대회 우승국)        | 자동참가(전 대회 우승국)        | 자동참가(전 대회 우승국)        |
| 1984년                        | 준우승                              | 2위                                 | 5                                   | 1                                   | 3                                   | 1                                   | 7                                   | 8                                   | 6                                   | 4                               | 1                               | 2                               | 1                               | 2                               | 1                               | 5                               |
| 1986년                        | 예선 탈락                           | 예선 탈락                           | 예선 탈락                           | 예선 탈락                           | 예선 탈락                           | 예선 탈락                           | 예선 탈락                           | 예선 탈락                           | 예선 탈락                           | 2                               | 0                               | 1                               | 1                               | 0                               | 1                               | 1                               |
| 1988년                        | 준우승                              | 2위                                 | 5                                   | 1                                   | 3                                   | 1                                   | 5                                   | 3                                   | 6                                   | 4                               | 2                               | 1                               | 1                               | 6                               | 3                               | 7                               |
| 1990년                        | 준우승                              | 2위                                 | 5                                   | 3                                   | 0                                   | 2                                   | 5                                   | 6                                   | 9                                   | 4                               | 2                               | 2                               | 0                               | 8                               | 2                               | 8                               |
| 1992년                        | 준결승                              | 3위                                 | 5                                   | 4                                   | 0                                   | 1                                   | 8                                   | 5                                   | 12                                  | 8                               | 4                               | 3                               | 1                               | 15                              | 3                               | 15                              |
| 1994년                        | 우승                                | 1위                                 | 5                                   | 3                                   | 2                                   | 0                                   | 9                                   | 3                                   | 11                                  | 6                               | 3                               | 2                               | 1                               | 12                              | 1                               | 11                              |
| 1996년                        | 기권                                | 기권                                | 기권                                | 기권                                | 기권                                | 기권                                | 기권                                | 기권                                | 기권                                | 자동참가(전 대회 우승국) → 기권 | 자동참가(전 대회 우승국) → 기권 | 자동참가(전 대회 우승국) → 기권 | 자동참가(전 대회 우승국) → 기권 | 자동참가(전 대회 우승국) → 기권 | 자동참가(전 대회 우승국) → 기권 | 자동참가(전 대회 우승국) → 기권 |
| 1998년                        | 실격                                | 실격                                | 실격                                | 실격                                | 실격                                | 실격                                | 실격                                | 실격                                | 실격                                | 실격                            | 실격                            | 실격                            | 실격                            | 실격                            | 실격                            | 실격                            |
| 2000년                        | 준우승                              | 2위                                 | 6                                   | 4                                   | 2                                   | 0                                   | 12                                  | 5                                   | 14                                  | 자동참가(개최국)                | 자동참가(개최국)                | 자동참가(개최국)                | 자동참가(개최국)                | 자동참가(개최국)                | 자동참가(개최국)                | 자동참가(개최국)                |
| 2002년                        | 준결승                              | 3위                                 | 6                                   | 4                                   | 1                                   | 1                                   | 5                                   | 2                                   | 13                                  | 6                               | 4                               | 2                               | 0                               | 9                               | 1                               | 14                              |
| 2004년                        | 준결승                              | 3위                                 | 6                                   | 4                                   | 1                                   | 1                                   | 11                                  | 5                                   | 13                                  | 4                               | 2                               | 2                               | 0                               | 7                               | 3                               | 8                               |
| 2006년                        | 준결승                              | 3위                                 | 6                                   | 4                                   | 1                                   | 1                                   | 7                                   | 3                                   | 13                                  | 10                              | 6                               | 3                               | 1                               | 21                              | 7                               | 21                              |
| 2008년                        | 8강                                 | 7위                                 | 4                                   | 1                                   | 1                                   | 2                                   | 3                                   | 3                                   | 4                                   | 6                               | 5                               | 0                               | 1                               | 10                              | 3                               | 15                              |
| 2010년                        | 준결승                              | 3위                                 | 6                                   | 3                                   | 1                                   | 2                                   | 6                                   | 4                                   | 10                                  | 12                              | 9                               | 3                               | 0                               | 20                              | 5                               | 30                              |
| 2012년                        | 예선 탈락                           | 예선 탈락                           | 예선 탈락                           | 예선 탈락                           | 예선 탈락                           | 예선 탈락                           | 예선 탈락                           | 예선 탈락                           | 예선 탈락                           | 6                               | 3                               | 2                               | 1                               | 12                              | 5                               | 11                              |
| 2013년                        | 우승                                | 1위                                 | 6                                   | 4                                   | 2                                   | 0                                   | 11                                  | 4                                   | 14                                  | 4                               | 2                               | 2                               | 0                               | 10                              | 3                               | 8                               |
| 2015년                        | 예선 탈락                           | 예선 탈락                           | 예선 탈락                           | 예선 탈락                           | 예선 탈락                           | 예선 탈락                           | 예선 탈락                           | 예선 탈락                           | 예선 탈락                           | 6                               | 2                               | 2                               | 2                               | 9                               | 7                               | 8                               |
| 2017년                        | 예선 탈락                           | 예선 탈락                           | 예선 탈락                           | 예선 탈락                           | 예선 탈락                           | 예선 탈락                           | 예선 탈락                           | 예선 탈락                           | 예선 탈락                           | 4                               | 1                               | 2                               | 1                               | 2                               | 2                               | 5                               |
| 2019년                        | 준결승                              | 3위                                 | 7                                   | 5                                   | 0                                   | 2                                   | 9                                   | 7                                   | 15                                  | 6                               | 4                               | 1                               | 1                               | 11                              | 5                               | 13                              |
| 합계                          | 18회 진출(18/30)                    | 우승(3회)                           | 93                                  | 51                                  | 21                                  | 21                                  | 132                                 | 89                                  | 174                                 | 114                             | 58                              | 37                              | 19                              | 182                             | 81                              | 211                             |
| 순위                          | 아프리카 네이션스컵 역대 순위 : 3위 | 아프리카 네이션스컵 역대 순위 : 3위 | 아프리카 네이션스컵 역대 순위 : 3위 | 아프리카 네이션스컵 역대 순위 : 3위 | 아프리카 네이션스컵 역대 순위 : 3위 | 아프리카 네이션스컵 역대 순위 : 3위 | 아프리카 네이션스컵 역대 순위 : 3위 | 아프리카 네이션스컵 역대 순위 : 3위 | 아프리카 네이션스컵 역대 순위 : 3위 |                                 |                                 |                                 |                                 |                                 |                                 |                                 |

### FIFA 컨페더레이션스컵
| FIFA 컨페더레이션스컵 기록 | FIFA 컨페더레이션스컵 기록            | FIFA 컨페더레이션스컵 기록            | FIFA 컨페더레이션스컵 기록            | FIFA 컨페더레이션스컵 기록            | FIFA 컨페더레이션스컵 기록            | FIFA 컨페더레이션스컵 기록            | FIFA 컨페더레이션스컵 기록            | FIFA 컨페더레이션스컵 기록            | FIFA 컨페더레이션스컵 기록            |
| 년도                       | 결과                                  | 순위                                  | 경기                                  | 승                                    | 무*                                   | 패                                    | 득점                                  | 실점                                  | 승점                                  |
| -------------------------- | ------------------------------------- | ------------------------------------- | ------------------------------------- | ------------------------------------- | ------------------------------------- | ------------------------------------- | ------------------------------------- | ------------------------------------- | ------------------------------------- |
| 1992년                     | 진출 실패                             | 진출 실패                             | 진출 실패                             | 진출 실패                             | 진출 실패                             | 진출 실패                             | 진출 실패                             | 진출 실패                             | 진출 실패                             |
| 1995년                     | 준결승                                | 4위                                   | 3                                     | 1                                     | 2                                     | 0                                     | 4                                     | 1                                     | 5                                     |
| 1997년                     | 진출 실패                             | 진출 실패                             | 진출 실패                             | 진출 실패                             | 진출 실패                             | 진출 실패                             | 진출 실패                             | 진출 실패                             | 진출 실패                             |
| 1999년                     | 진출 실패                             | 진출 실패                             | 진출 실패                             | 진출 실패                             | 진출 실패                             | 진출 실패                             | 진출 실패                             | 진출 실패                             | 진출 실패                             |
| 2001년                     | 진출 실패                             | 진출 실패                             | 진출 실패                             | 진출 실패                             | 진출 실패                             | 진출 실패                             | 진출 실패                             | 진출 실패                             | 진출 실패                             |
| 2003년                     | 진출 실패                             | 진출 실패                             | 진출 실패                             | 진출 실패                             | 진출 실패                             | 진출 실패                             | 진출 실패                             | 진출 실패                             | 진출 실패                             |
| 2005년                     | 진출 실패                             | 진출 실패                             | 진출 실패                             | 진출 실패                             | 진출 실패                             | 진출 실패                             | 진출 실패                             | 진출 실패                             | 진출 실패                             |
| 2009년                     | 진출 실패                             | 진출 실패                             | 진출 실패                             | 진출 실패                             | 진출 실패                             | 진출 실패                             | 진출 실패                             | 진출 실패                             | 진출 실패                             |
| 2013년                     | 조별리그                              | 5위                                   | 3                                     | 1                                     | 0                                     | 2                                     | 7                                     | 6                                     | 3                                     |
| 2017년                     | 진출 실패                             | 진출 실패                             | 진출 실패                             | 진출 실패                             | 진출 실패                             | 진출 실패                             | 진출 실패                             | 진출 실패                             | 진출 실패                             |
| 합계                       | 2회 진출(2/9)                         | 준결승(4위 1회)                       | 6                                     | 2                                     | 2                                     | 2                                     | 11                                    | 7                                     | 8                                     |
| 순위                       | FIFA 컨페더레이션스컵 역대 순위: 15위 | FIFA 컨페더레이션스컵 역대 순위: 15위 | FIFA 컨페더레이션스컵 역대 순위: 15위 | FIFA 컨페더레이션스컵 역대 순위: 15위 | FIFA 컨페더레이션스컵 역대 순위: 15위 | FIFA 컨페더레이션스컵 역대 순위: 15위 | FIFA 컨페더레이션스컵 역대 순위: 15위 | FIFA 컨페더레이션스컵 역대 순위: 15위 | FIFA 컨페더레이션스컵 역대 순위: 15위 |

### 하계 올림픽
| 올림픽 축구 기록 | 올림픽 축구 기록 | 올림픽 축구 기록 | 올림픽 축구 기록 | 올림픽 축구 기록 | 올림픽 축구 기록 | 올림픽 축구 기록 | 올림픽 축구 기록 | 올림픽 축구 기록 | 올림픽 축구 기록 |
| 년도             | 결과             | 순위             | 경기             | 승               | 무*              | 패               | 득점             | 실점             | 승점             |
| ---------------- | ---------------- | ---------------- | ---------------- | ---------------- | ---------------- | ---------------- | ---------------- | ---------------- | ---------------- |
| 1960년           | 진출 실패        | 진출 실패        | 진출 실패        | 진출 실패        | 진출 실패        | 진출 실패        | 진출 실패        | 진출 실패        | 진출 실패        |
| 1964년           | 진출 실패        | 진출 실패        | 진출 실패        | 진출 실패        | 진출 실패        | 진출 실패        | 진출 실패        | 진출 실패        | 진출 실패        |
| 1968년           | 조별리그         | 14위             | 3                | 0                | 1                | 2                | 4                | 9                | 1                |
| 1972년           | 진출 실패        | 진출 실패        | 진출 실패        | 진출 실패        | 진출 실패        | 진출 실패        | 진출 실패        | 진출 실패        | 진출 실패        |
| 1976년           | 기권             | 기권             | 기권             | 기권             | 기권             | 기권             | 기권             | 기권             | 기권             |
| 1980년           | 조별리그         | 13위             | 3                | 0                | 1                | 2                | 2                | 5                | 1                |
| 1984년           | 진출 실패        | 진출 실패        | 진출 실패        | 진출 실패        | 진출 실패        | 진출 실패        | 진출 실패        | 진출 실패        | 진출 실패        |
| 1988년           | 조별리그         | 15위             | 3                | 0                | 0                | 3                | 1                | 8                | 0                |
| 합계             | 7회 진출(7/8)    | 금메달(1회)      | 31               | 14               | 5                | 12               | 48               | 52               | 47               |

## 유니폼

### 유니폼 제작사
| 유니폼 제작사 | 기간      |
| ------------- | --------- |
| 에리마        | 1980-1984 |
| 애드미럴      | 1984–1987 |
| 아디다스      | 1988–1994 |
| 나이키        | 1994–2002 |
| 아디다스      | 2002–2014 |
| 나이키        | 2015–현재 |

### 유니폼 변천사
위키미디어 공용에 나이지리아 축구 국가대표팀 유니폼 관련 미디어 자료가 있습니다.

## 현 대표 선수
다음 선수들은 2022년 11월 17일  포르투갈과의 친선 경기에 참가하는 선수 명단이다.
- 출장 수와 골 수는 2022년 11월 17일  포르투갈전 이후의 기록이다.

### 선수 명단
| 번호 | 위치 | 선수                       | 생년월일 (나이)        | 출전 | 득점 | 소속              |
| ---- | ---- | -------------------------- | ---------------------- | ---- | ---- | ----------------- |
| 1    | GK   | 마두카 오코예              | 1999년 8월 28일(25세)  | 16   | 0    | 왓퍼드            |
| 16   | GK   | 아데바요 아델레예          | 2000년 5월 17일(25세)  | 0    | 0    | 하포엘 예루살렘   |
| 23   | GK   | 프랜시스 우조호            | 1998년 10월 28일(26세) | 27   | 0    | 오모니아          |
|      |      |                            |                        |      |      |                   |
| 2    | DF   | 브라이트 오사이사무엘      | 1997년 12월 31일(27세) | 1    | 0    | 페네르바흐체      |
| 3    | DF   | 에부베 두루                | 1999년 7월 31일(25세)  | 0    | 0    | 로비 스타스       |
| 5    | DF   | 윌리엄 트루스트에콩 (주장) | 1993년 9월 1일(31세)   | 63   | 4    | 살레르니타나      |
| 6    | DF   | 케빈 아크포구마            | 1995년 4월 19일(30세)  | 6    | 0    | 1899 호펜하임     |
| 17   | DF   | 캘빈 배시                  | 1999년 12월 31일(25세) | 8    | 0    | 아약스            |
| 20   | DF   | 치도지 아와지엠            | 1997년 1월 1일(28세)   | 28   | 1    | 하이두크 스플리트 |
| 21   | DF   | 타이론 에부에히            | 1995년 12월 16일(29세) | 10   | 0    | 엠폴리            |
| 22   | DF   | 소푸루추쿠 온예마에치      | 1999년 4월 3일(26세)   | 0    | 0    | 페이렌스          |
|      |      |                            |                        |      |      |                   |
| 4    | MF   | 윌프레드 은디디            | 1996년 12월 16일(28세) | 48   | 0    | 레스터 시티       |
| 8    | MF   | 피터 에테보                | 1995년 11월 9일(29세)  | 45   | 3    | 아리스 테살로니키 |
| 10   | MF   | 조 아리보                  | 1996년 7월 21일(29세)  | 21   | 2    | 사우샘프턴        |
| 14   | MF   | 프랭크 오니에카            | 1998년 1월 1일(27세)   | 9    | 0    | 브렌트퍼드        |
| 18   | MF   | 앨릭스 이워비              | 1996년 5월 3일(29세)   | 61   | 10   | 에버턴            |
|      |      |                            |                        |      |      |                   |
| 7    | FW   | 아데몰라 루크먼            | 1997년 10월 20일(27세) | 6    | 1    | 아탈란타          |
| 9    | FW   | 시릴 데서스                | 1994년 12월 8일(30세)  | 4    | 1    | 크레모네세        |
| 11   | FW   | 새뮤얼 추쿠에제            | 1999년 5월 22일(26세)  | 25   | 4    | 비야레알          |
| 12   | FW   | 테렘 모피                  | 1999년 5월 25일(26세)  | 8    | 3    | 니스              |
| 13   | FW   | 엠마누엘 데니스            | 1997년 11월 15일(27세) | 8    | 1    | 노팅엄 포리스트   |
| 15   | FW   | 모지스 사이먼              | 1995년 7월 12일(30세)  | 55   | 7    | 낭트              |
| 19   | FW   | 폴 오누아추                | 1994년 5월 28일(31세)  | 17   | 3    | 사우샘프턴        |

## 주목할 만한 선수
- 라시디 예키니
- 대니얼 아모카치
- 샘슨 시아시아
- 제이제이 오코차
- 느왕쿼 카누
- 줄리어스 아가호와
- 존 오비 미켈
- 오바페미 마틴스
- 야쿠부 아이예그베니
- 조지프 요보
- 타예 타이우
- 빅터 오비나
- 치네두 오바시
- 존 우타카
- 빈센트 에니에아마
- 켈레치 이헤아나초
- 윌프레드 은디디

## 역대 감독
| 감독                      | 임기        |
| ------------------------- | ----------- |
| 사비노 바리나가           | 1968 ~ 1969 |
| 요하네스 본프레러         | 1995 ~ 1996 |
| 필리프 트루시에           | 1997        |
| 요하네스 본프레러         | 1999 ~ 2001 |
| 어거스틴 에구아보엔       | 2005 ~ 2007 |
| 베르티 포크츠             | 2007 ~ 2008 |
| 라르스 라예르베크         | 2010        |
| 어거스틴 에구아보엔(대행) | 2010        |
| 스티븐 케시               | 2011 ~ 2014 |
| 스티븐 케시               | 2015        |
| 선데이 올리세             | 2015 ~ 2016 |
| 어거스틴 에구아보엔(대행) | 2021 ~ 2022 |
| 어거스틴 에구아보엔       | 2024 ~      |

## 같이 보기
- 나이지리아 U-17 축구 국가대표팀
- 나이지리아 여자 축구 국가대표팀